# Emil Vašek
Emil Vašek (* Rožnov pod Radhoštěm) je bývalý český bubeník skupiny The Spies.

## Životopis
Narodil se v Rožnově pod Radhoštěm, po základní škole odmaturoval na jedenáctiletce a nastoupil na šachtu, protože ho lákala havířina a před studiem vysoké školy museli odpracovat tzv. „nultý ročník“ v oboru. Poté absolvoval strojařinu na Vysoké škole báňské v Ostravě.
Pracoval jako konstruktér, později obchodník, nyní od roku 2017 je v důchodu. Hrál jedenáct let na housle.
V roce 1961 jako student VŠB založil se svým spolužákem Miroslavem Hasníkem skupinu The Spies (Špioni), protože si připadali jak špioni v muzice. Nikdo nechtěl hrát na bicí, takže na něho zbyly. Stal se také nejplodnějším skladatelem skupiny.
V roce 1967 vydal dokonce Panton tiskem jeho skladbu Můj sen.